# Järbo
Järbo ist ein Ort (tätort) in der schwedischen Provinz Gävleborgs län, in der historischen Provinz (landskap) Gästrikland.

## Lage
Järbo gehört zur Gemeinde Sandviken und innerhalb dieser seit 1. Januar 2016 zum Distrikt Järbo. Der Ort ist mit etwa 1800 Einwohnern die drittgrößte Ortschaft der Gemeinde. Er liegt etwa 30 km Luftlinie westnordwestlich der Provinzhauptstadt Gävle und 15 km nordwestlich von Sandviken am Fluss Jädraån, der in Sandviken in den vom Gavleån durchflossenen See Storsjön mündet. Am Jädraån befinden sich bei Järbo mehrere kleine, zwischen 1948 und 1986 errichtete Wasserkraftwerke (Hammarfallet, Sågfallet, Djupdal und Kvarnfallet) mit einer Gesamtleistung von 2,2 MW.
Der Ort liegt an der Provinzstraße 302, die zwischen Dandviken und Storvik von der Europastraße 16 abzweigt und nordöstlich von Järbo an die Provinzstraße 272 von Sandviken in Richtung Ockelbo anschließt. Von Järbo direkt nach Sandviken führt die sekundäre Provinzstraße X 541, in der entgegengesetzten Richtung den Jädraån aufwärts über Jädraås die X 542.
In Järbo befindet sich ein Bahnhof an der heute Nördliche Stammbahn (Norra stambanan) genannten Strecke von Storvik über Ockelbo nach Ånge, die auf diesem Abschnitt 1. November 1876 als Stammbahn durchs Nordland (Stambanan genom Norrland) in Betrieb genommen wurde und seit 1935 elektrifiziert ist. An der Station Järbo gibt es heute keinen Personenverkehr mehr, sodass sich die nächstgelegenen Personenhalte in Storvik und Ockelbo befinden.

## Geschichte
Der Ort an seiner heutigen Stelle geht auf eine Siedlung um das erste Eisenwerk Gästriklands zurück, das dort 1637 gegründet wurde, aber nicht lange existierte. Zuvor wurde ab Ende des 15. Jahrhunderts ein Kirchdorf Jädherbo oder Jederboda erwähnt, das sich im Bereich der heutigen gut zwei Kilometer südlich gelegenen Småorter
Överbyn und Ytterbyn befand. 1839 wurde etwa fünf Kilometer flussaufwärts (nordwestlich) mit Kungsfors bruk ein neues Eisenwerk eröffnet, das bis Ende des 19. Jahrhunderts in Betrieb blieb.
Administrativ gehörte der Ort zunächst zum Kirchspiel Ovansjö socken um die etwa 12 km südlich zwischen dem heutigen Sandviken und Storvik gelegene Ovansjö-Kirche. Mit dem Wachstum des Ortes im 19. Jahrhundert wurde 1862 ein Kirchspiel Järbo herausgelöst, aus dem zum 1. Januar 1863 die gleichnamige Landgemeinde (landskommun) hervorging, die ihrerseits 1971 in der Gemeinde Sandviken aufging.

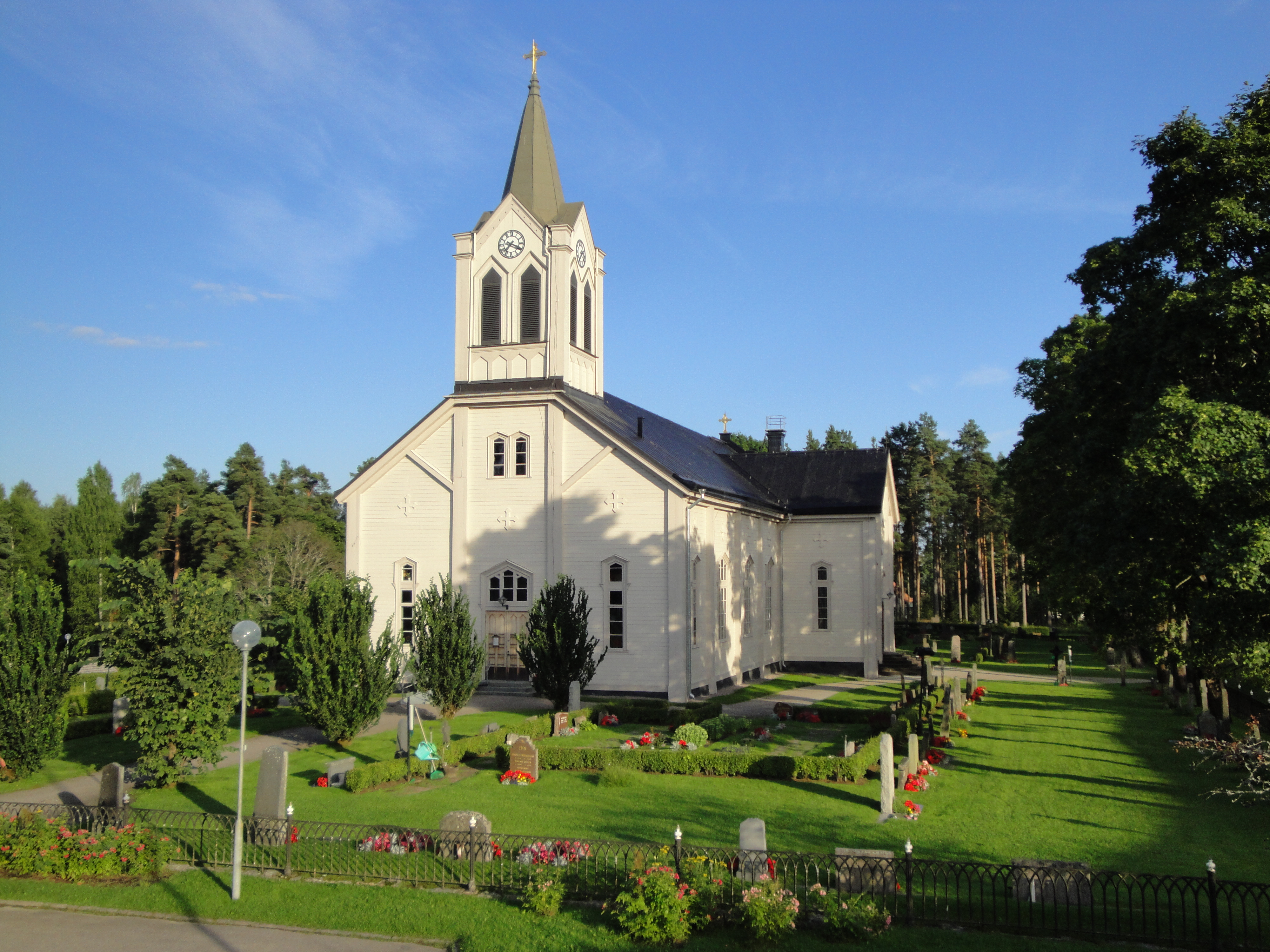
Kirche von Järbo
Wappen der ehemaligen Landgemeinde (bis 1970)

## Sehenswürdigkeiten
Die Holzkirche von Järbo wurde von 1860 bis 1863 an Stelle einer Kapelle von 1856 errichtet, deren Dach am 1. März 1860 unter den schmelzenden Schneemassen eingestürzt war.

## Sport
Der 1927 gegründete Verein des Ortes heißt Järbo IF. Er hat heute die drei Sektionen Fußball, Nordischer und Alpiner Skisport; eine alpine Skianlage befindet sich 7 km nordwestlich am Kungsberget, der mit 306 m ö.h. höchsten Erhebung der Gegend ist.